# 類腸嗜鉻細胞
類腸嗜鉻細胞（enterochromaffin-like cell）又称肠嗜铬样细胞，簡稱ECL細胞（ECL cells），是一種胃黏膜上的神经分泌细胞，常分布於胃壁細胞附近。ECL細胞能分泌組織胺，輔助胃酸的分泌。這種細胞被認為屬於一種腸道內分泌細胞。